# Schlossgarten (Merseburg)

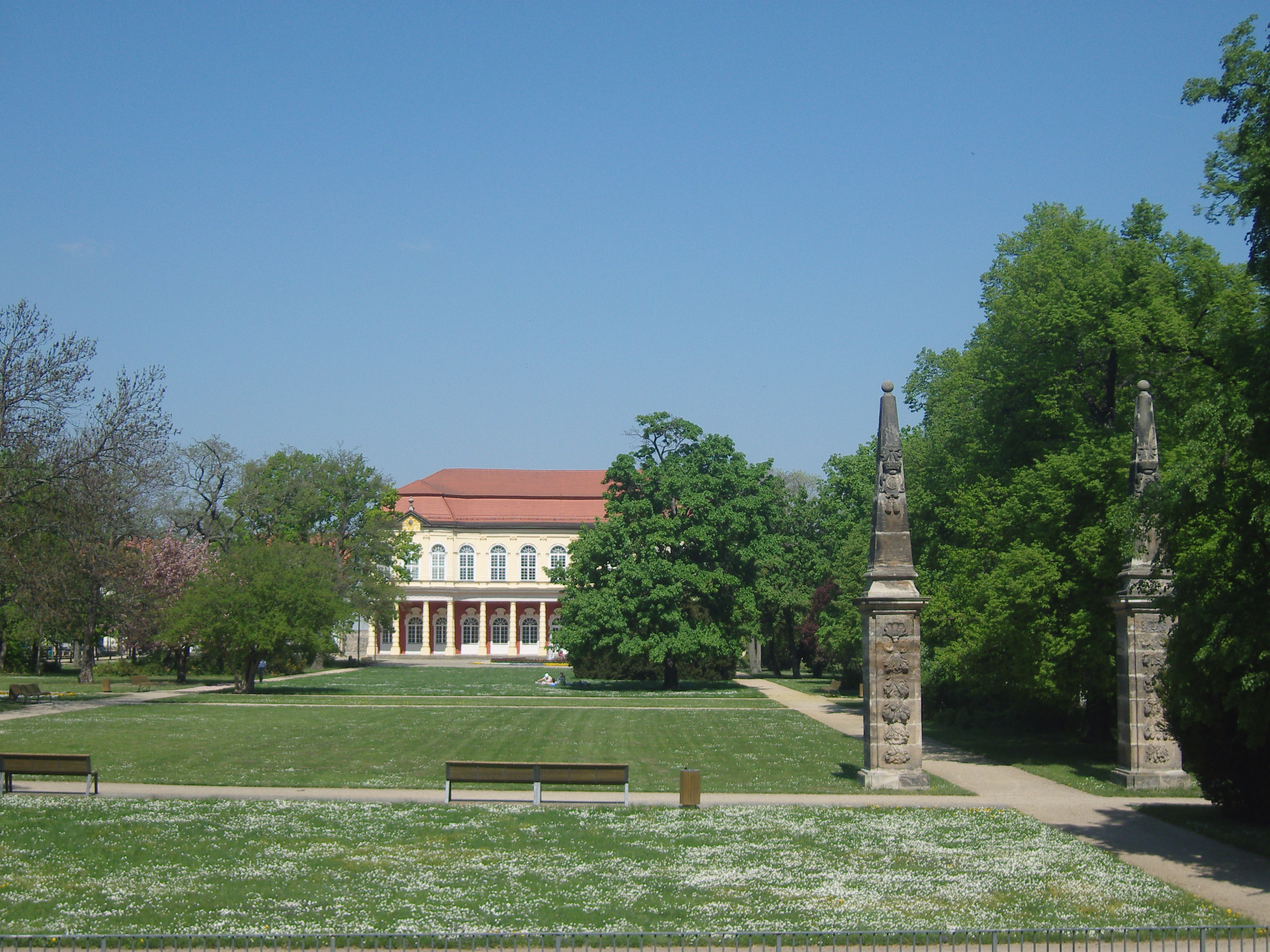
Der Schlossgarten in Merseburg, im Hintergrund der Schlossgartensalon

Der Schlossgarten in Merseburg in Sachsen-Anhalt ist eine denkmalgeschützte Parkanlage. Er ist im örtlichen Denkmalverzeichnis unter der Erfassungsnummer 094 20257 als Baudenkmal verzeichnet.

## Allgemeines
Der Schlossgarten befindet sich nördlich des Schlosses und ist etwa 20.000 m² groß. Der nördliche Abschluss ist der Schlossgartensalon (Merseburg). Östlich der Parkanlage fließt die Saale; ihr westliches Ufer gehört an dieser Stelle als Unterer Schlossgarten zur Anlage. Im Park waren und sind Denkmäler aufgestellt.

## Geschichte
Herzog Christian I. von Sachsen-Merseburg ließ sich einen barocken Lustgarten nach französischem Vorbild errichten. Die ersten Planungen stammen von 1653 unmittelbar nach seiner Ankunft. Die Fertigstellung dauerte bis 1661. In den 1820er Jahren wurde der Gartenarchitekt Peter Joseph Lenné mit der Gestaltung durch den preußischen Staat beauftragt. Sein 1825 vorgelegter Plan bezog den unteren Schlossgarten ein. Da man ihn immer wieder bei der Umsetzung des Plans behinderte, verließ er 1827 Merseburg. Sein Plan wurde nie vollständig umgesetzt.

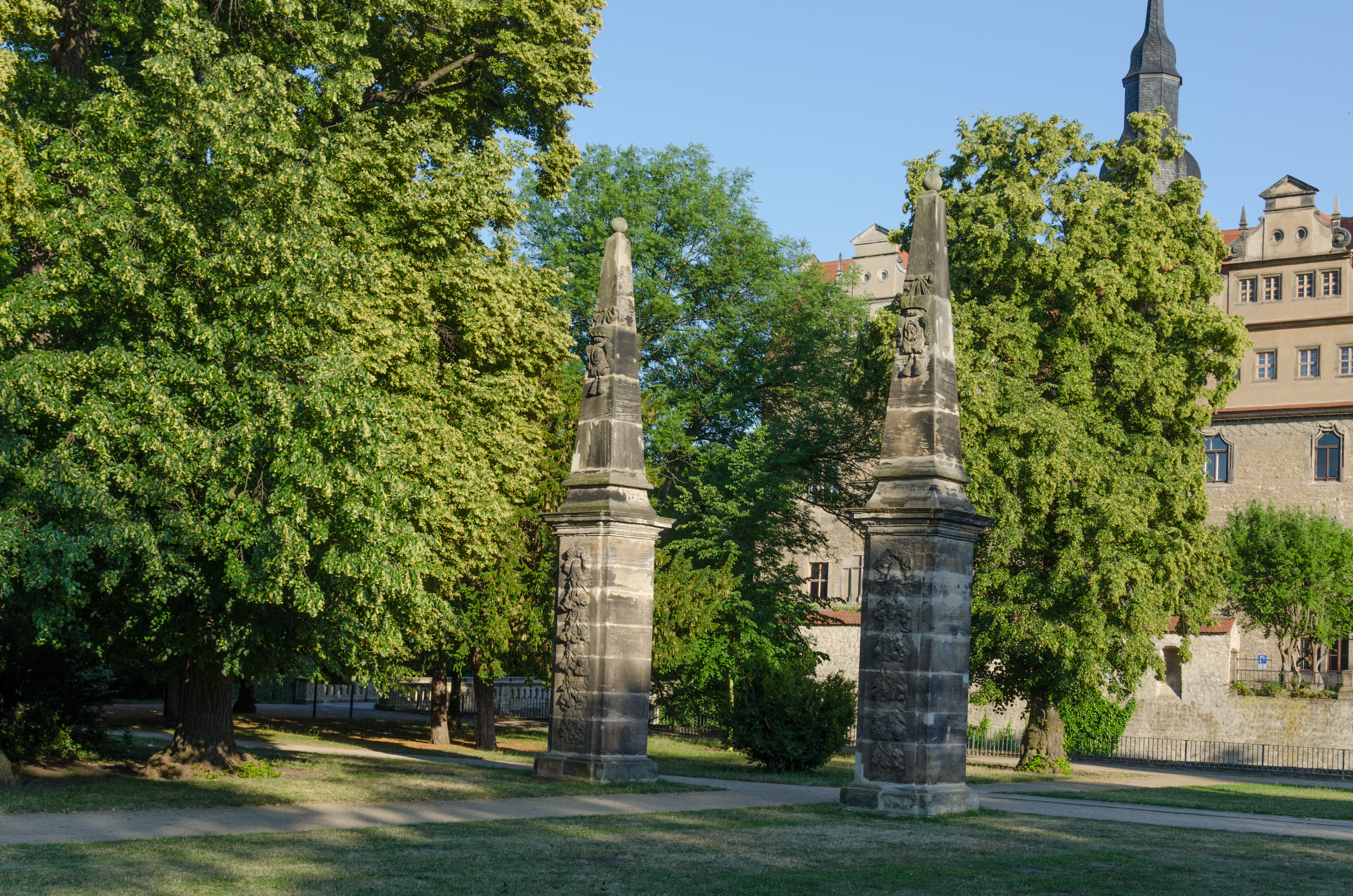
Eines der beiden Obeliskenpaare

## Denkmäler

### Vorhandene Denkmäler

#### Büste Friedrich Kleist von Nollendorf
Friedrich Kleist von Nollendorf war ein preußischer Generalfeldmarschall der Provinz Sachsen, die ihren Sitz in Merseburg hatte. Er lebte und wirkte von 1815 bis 1821 in Merseburg. Seiner Verdienste wegen wurde 1825 im Schlossgarten eine Büste für ihn aufgestellt, gestaltet von Christian Daniel Rauch.

#### Fontänenbrunnen
Südlich des Schlossgartensalons befindet sich ein Brunnen mit einer Fontäne. Seit den frühen 1660er Jahren lässt sich im Schlossgarten ein Fontänenbrunnen nachweisen, der nach Standort, Aussehen und Anzahl der Fontänen im Lauf der Jahre variierte. Der heutige runde Brunnen mit einer Fontäne wurde 1992 errichtet. Sein direkter Vorgänger entstand 1968 und 1969. Dieser war rechteckig und hatte drei Fontänenpaare. Ein Vorgänger um das Jahr 1900 war hingegen auch rund gewesen.

#### Obeliskenpaare
Das genaue Alter der Obelisken ist nicht bekannt. Über deren Errichtung gibt es zwei Versionen. Zum einen wird behauptet, dass sie als Torpfosten bei der Errichtung des Schlossgartens im Jahr 1661 entstanden. Zum anderen heißt es, dass sie im Zusammenhang mit der Errichtung des Schlossgartensalons aufgestellt wurden. Für die zweite These spricht, dass auf einer Abbildung des Schlossgartens von 1664 die Obelisken nicht zu sehen sind und dass keine Inschriften auf Herzog Christian I. von Sachsen-Merseburg deuten. Die Obelisken werden jeweils von einer Kugel gekrönt. Die ursprünglichen Kugeln wurden 1914 ersetzt, nachdem zwei Kugeln hinabgestürzt waren.

#### Reiterstandbild

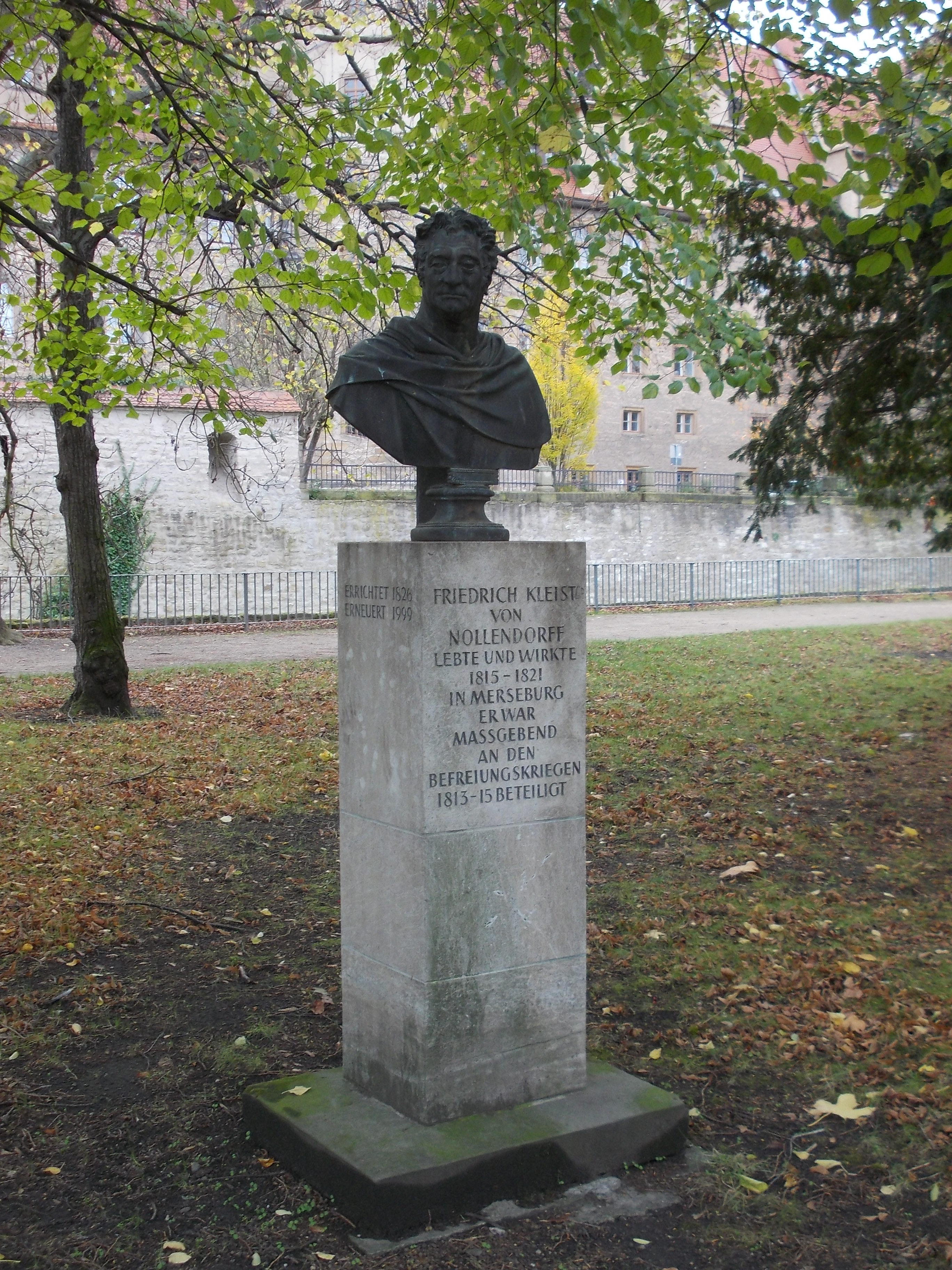
Büste von Friedrich Kleist von Nollendorf

#### Schlossquelle
Bei der Schlossquelle handelt es sich um eine 1908 entstandene Brunnenanlage, die stilistisch ins 19. Jahrhundert gehört. Diese umfasst neben dem Brunnenbecken auch zwei steinerne Bänke. Die Anlage wurde 1994 instand gesetzt. Die Brunnenanlage befindet sich im unteren Schlossgarten in der Nähe des Wehres der Meuschauer Mühle.

### Entfernte Denkmäler
- Gedenksäule für König Friedrich Wilhelm IV. von Preußen (errichtet 1861, ab 1864 mit Büste, eingeschmolzen 1943/44)
- Büste für Kaiser Wilhelm I. (errichtet 1882, eingelagert 1897, Verbleib unbekannt)
- Standbild für Kaiser Wilhelm I. (errichtet 1897, eingeschmolzen 1943/44)
- Heidengrab, ein Steinkistengrab, das um 1750 bei Göhlitzsch nahe Leuna gefunden wurde (nach Halle gebracht 1912)